# Ramal ferroviario Metileo-Arizona
El Ramal Metileo - Arizona pertenece al Ferrocarril Domingo Faustino Sarmiento, Argentina.

## Ubicación
Se halla en las provincias de La Pampa y  San Luis. Tiene una extensión de 133 km uniendo las localidades de Metileo y Arizona.

## Servicios
Es un ramal secundario de la red, no presta servicios de pasajeros ni de carga. Sin embargo sus vías están concesionadas a la empresa FerroExpreso Pampeano S.A..
En épocas de Ferrocarriles Argentinos, prestaba servicios de pasajeros conocido como los servicios N° 6163-6164.

## Historia
El ramal fue construido por la empresa Ferrocarril Oeste de Buenos Aires. El tramo entre Metileo y Caleufú fue inaugurado en 1911, llegando a Arizona en 1927.